# Nynäs havsbad

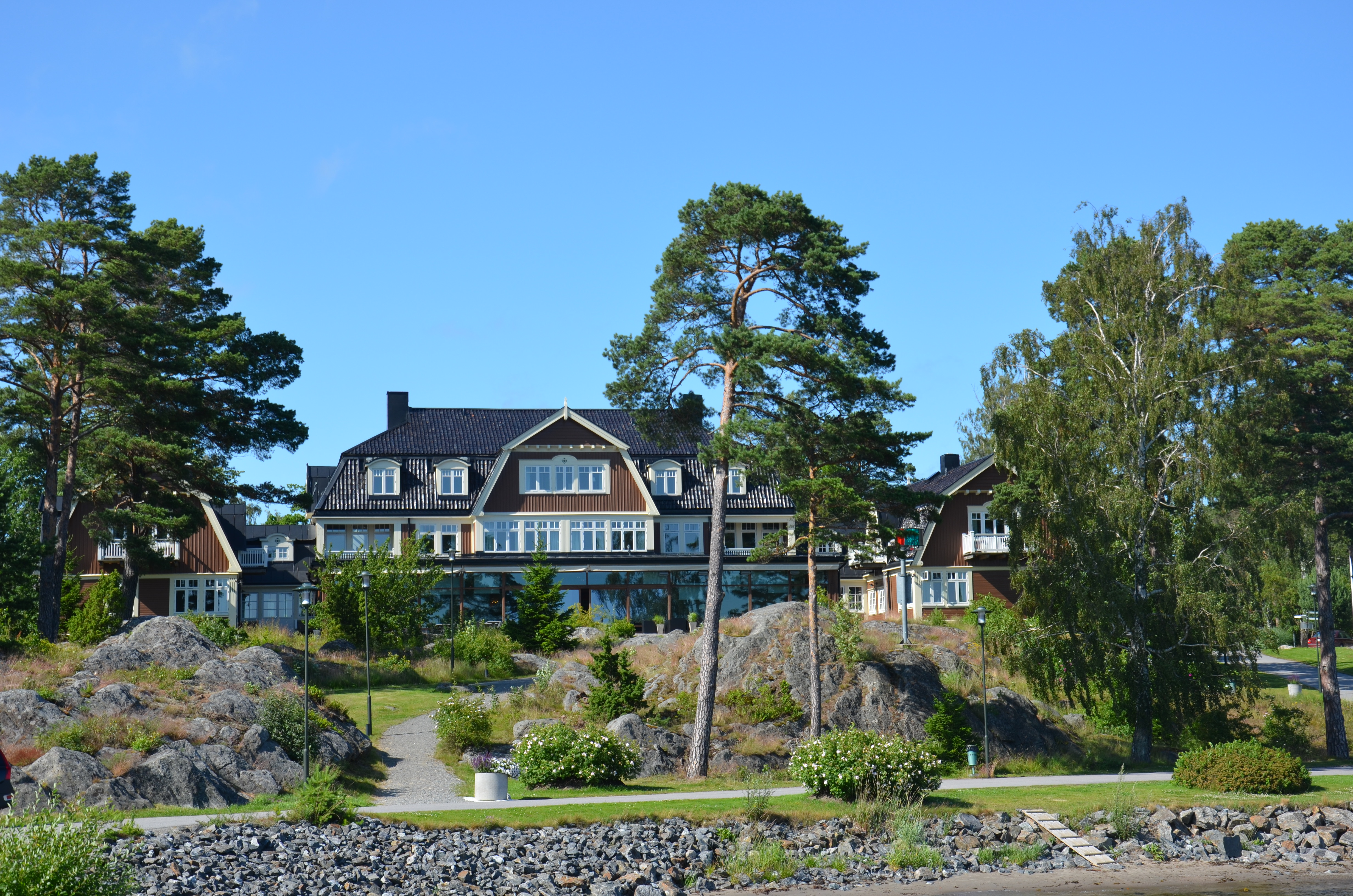
Strandhotellet med restaurangen, 2012.

Nynäs havsbad (ursprungligen Nynäs Hafsbad) är ett badhotell på ön Trehörningen i Nynäshamn, Nynäshamns kommun, Stockholms län.

## Historik

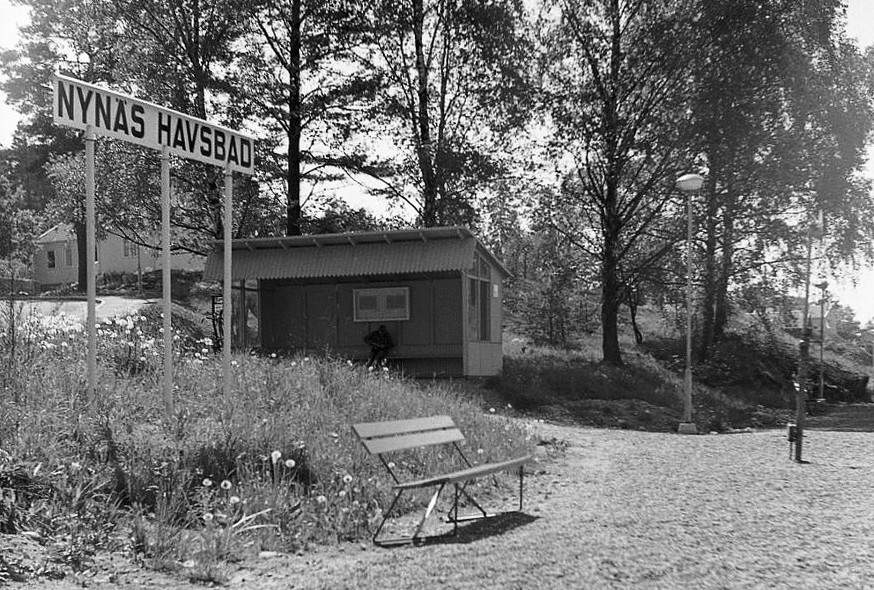
Station Nynäs Havsbad 1963.

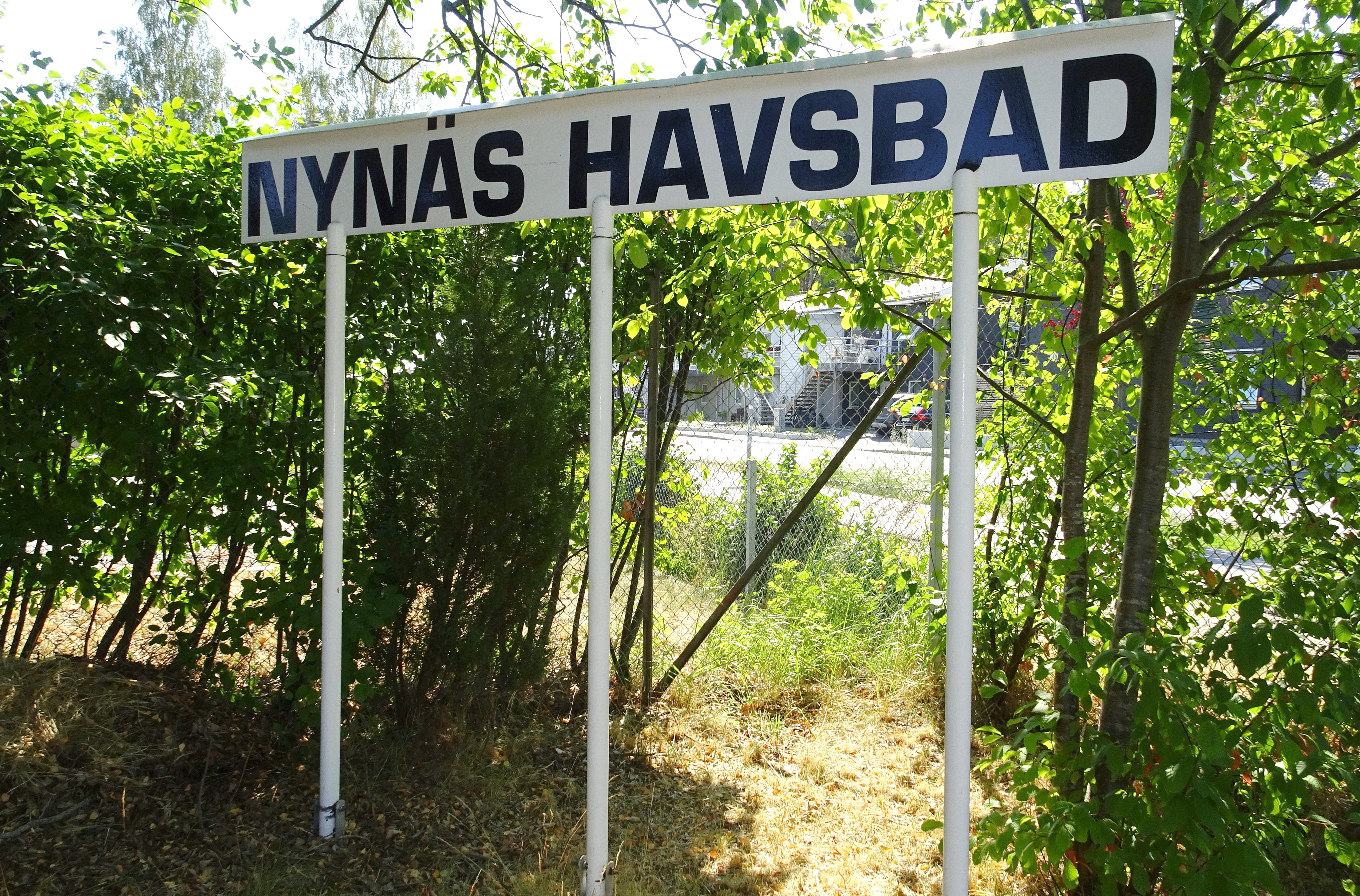
Stationsskylten finns numera på Nynäshamns järnvägsmuseum.

### Station "Nynäs Hafsbad"
För att kunna erbjuda resande på Nynäsbanan till och från Stockholm god service inrättades år 1902 järnvägsstationen "Nynäs Öfre" som från och med år 1907 fick heta "Nynäs Hafsbad" (senare namn med modern stavning var "Nynäs Havsbad"). Stationen låg fastlandet mittemot ön Trehörningen, ungefär vid dagens Svandammsskolan. Stationen lades ned på sommaren 2008 och flyttades till Gröndalsviken.

### Ett första, misslyckat försök
I den ursprungliga planeringen för badorten Nynäshamn fanns, i likhet med Saltsjöbaden, idéer om ett storhotell i lyxklass. Ett lyxhotell började byggas uppe på ett berg, mittemot Trehörningen. Initiativtagare till projektet var Nynäs Villastad AB som investerade 20 000 kronor. Den 16 maj 1903 kom Oscar II med extratåg från Stockholm för att inviga hotellet. 
Kungen med följe dröjde en stund och njöt av utsikten. På kungens begäran skulle den benämnas "Oscars-utsigten". För att föreviga besöket skrev han sedan sitt namn på berget (idag ifyllt med guld). Berget har sedan detta besök kallats för Oscarsberget och bron över till Trehörningen för Oscarsbron. Vid kungens besök var bara grunden till hotellbygget färdigt, själva hotellprojektet fullföljdes aldrig utan fick läggas ner, förmodligen i brist på pengar. Idag är Oscarsberget bebyggt med villor.

### En kuranläggning byggs
Ett nytt initiativ till en kuranläggning som istället skulle uppföras på ön Trehörningen togs strax därefter. Till arkitekt anlitades Karl Güettler som vid den tiden hade sitt kontor i Nynäshamn. Güettler gestaltade många sommarvillor i staden och kom att spela en framträdande roll i den allmogeromantiska arkitekturvågen som infann sig sekelskiftet 1900. Byggnadsstilen påminde om jugend med inslag av nationalromantik, även den nya kuranläggningen på Trehörningen blev ett bra exempel för Güettlers arkitektur. 
Huvudbyggnaden (Badhotellet) invigdes tillsammans med Parkhotellet år 1906. Strandhotellet tillkom 1907 och ett "Casino" 1913. Snart kom både kungligheter och välbärgade Stockholmare till Nynäs Hafbad (som det då hette). Badhotellet finns inte längre kvar, det revs när Kungliga Pensionsstyrelsens sjukhus utökades på 1930-talet med en stor nybyggnad. Strandhotellet är däremot bevarat, det har två våningar med inredd vind under ett brutet och valmat tegeltak. Huset kompletterades senare med två flygelbyggnader i samma stil. Flera av kuranläggnings ursprungliga byggnader är av kommunen klassade som "omistliga" respektive "värdefulla".
Den då nybyggda Nynäsbanan var en viktig förutsättning för att hotellet att få kunder från Stockholm. Under Sommar-OS i Stockholm 1912 var Nynäs havsbad bas för seglingstävlingarna som utgick från Gårdsfjärden och sträckte sig ut mot Viksten och Gunnarstenarna.

### Historiska bilder

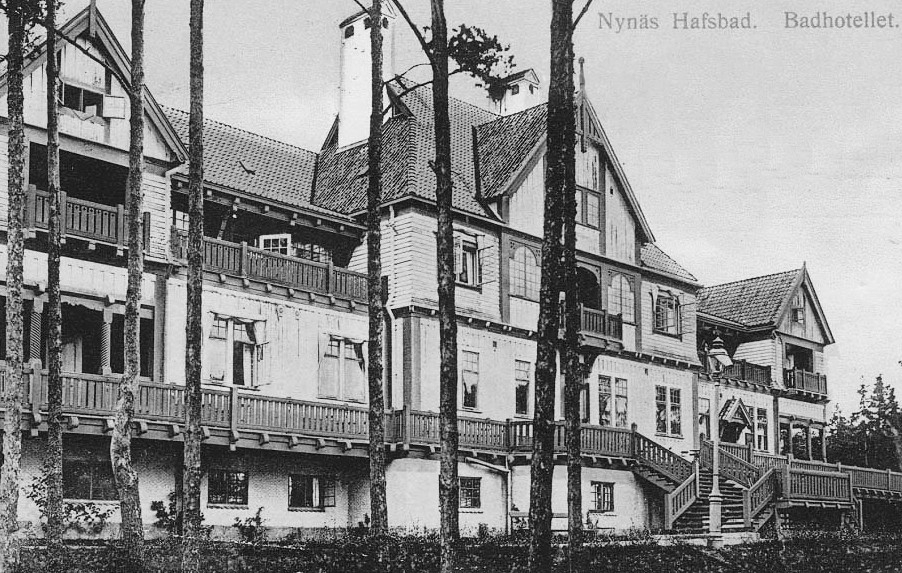
Badhotellet omkring 1908.
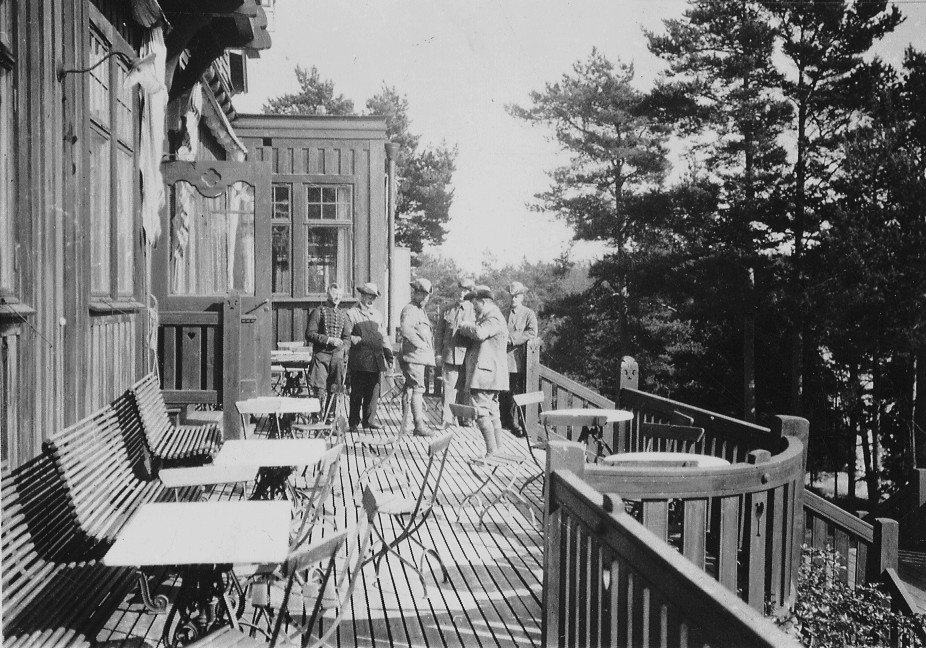
Badhotellets veranda, 1915.
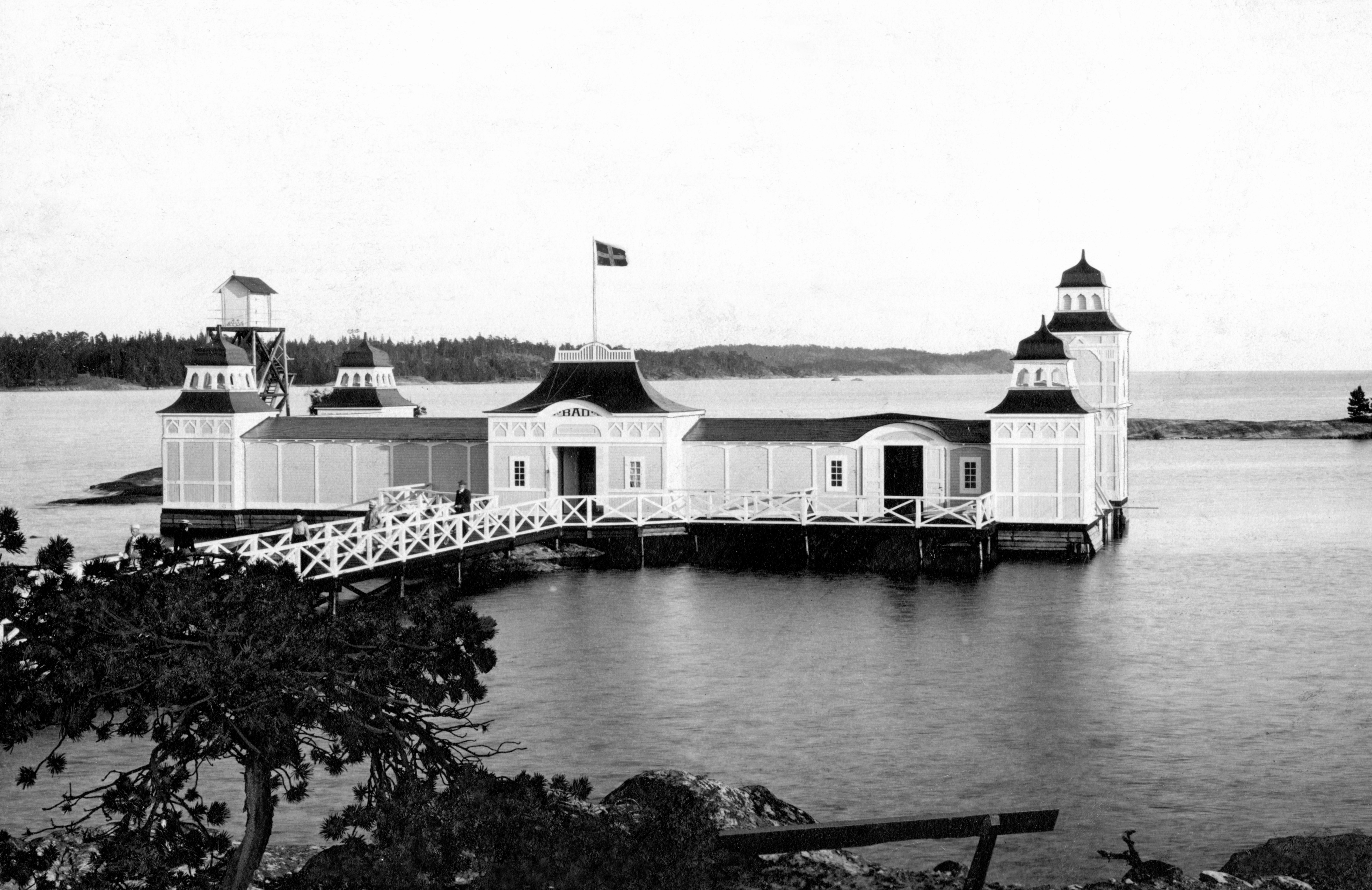
Den ursprungliga badpaviljongen.
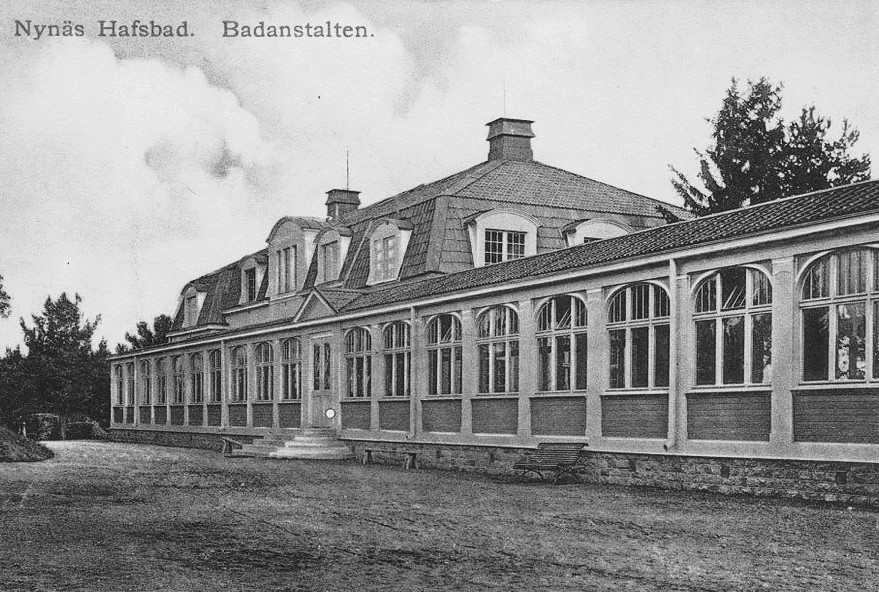
Badanstalten.
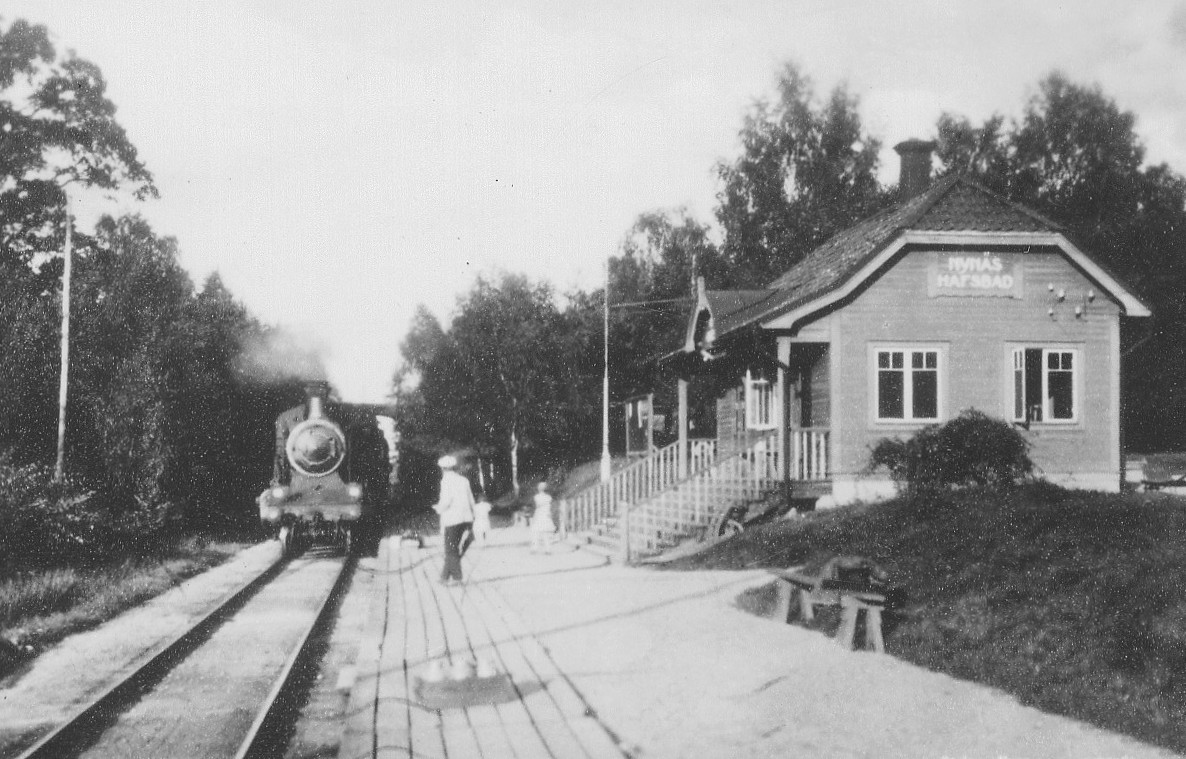
"Nynäs Hafsbad", järnvägsstation 1913.

### Badhotellet läggs ner och blir sjukhus
Under första världskriget uteblev gästerna och hotellet förföll. 1918 förvärvades anläggningen av Kungliga Pensionsstyrelsen, senare Riksförsäkringsverket, för att bli sjukhus. Verket lät även uppföra flera nya sjukhusbyggnader. Verksamheten avvecklades genom ett riksdagsbeslut 1999.

## Havsbadet idag
År 1999 tog staten beslut om att avyttra fastigheterna och 2003 återinvigdes Nynäs havsbad efter omfattande renovering. Nuvarande (2017) ägare är franska Sodexo som driver ett 15-tal hotell- och  konferensanläggningar runt om i Sverige. Nynäs havsbad erbjuder 114 hotellbäddar fördelade på 73 rum. Det finns 11 konferensrum, en restaurang med plats för 130 gäster, festvåning och olika slags spa-behandlingar.

### Nutida bilder

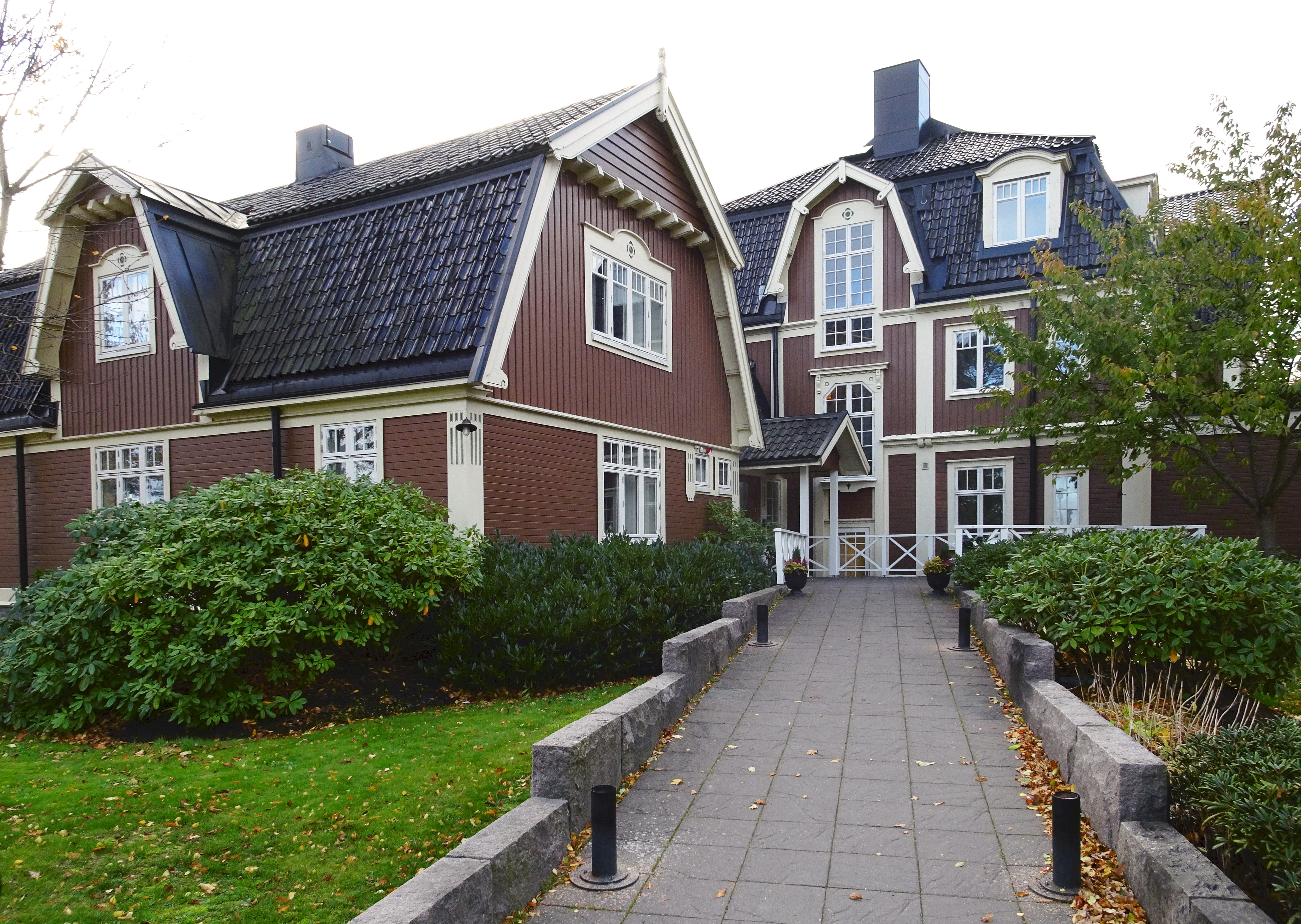
Strandhotellet, entrésidan.
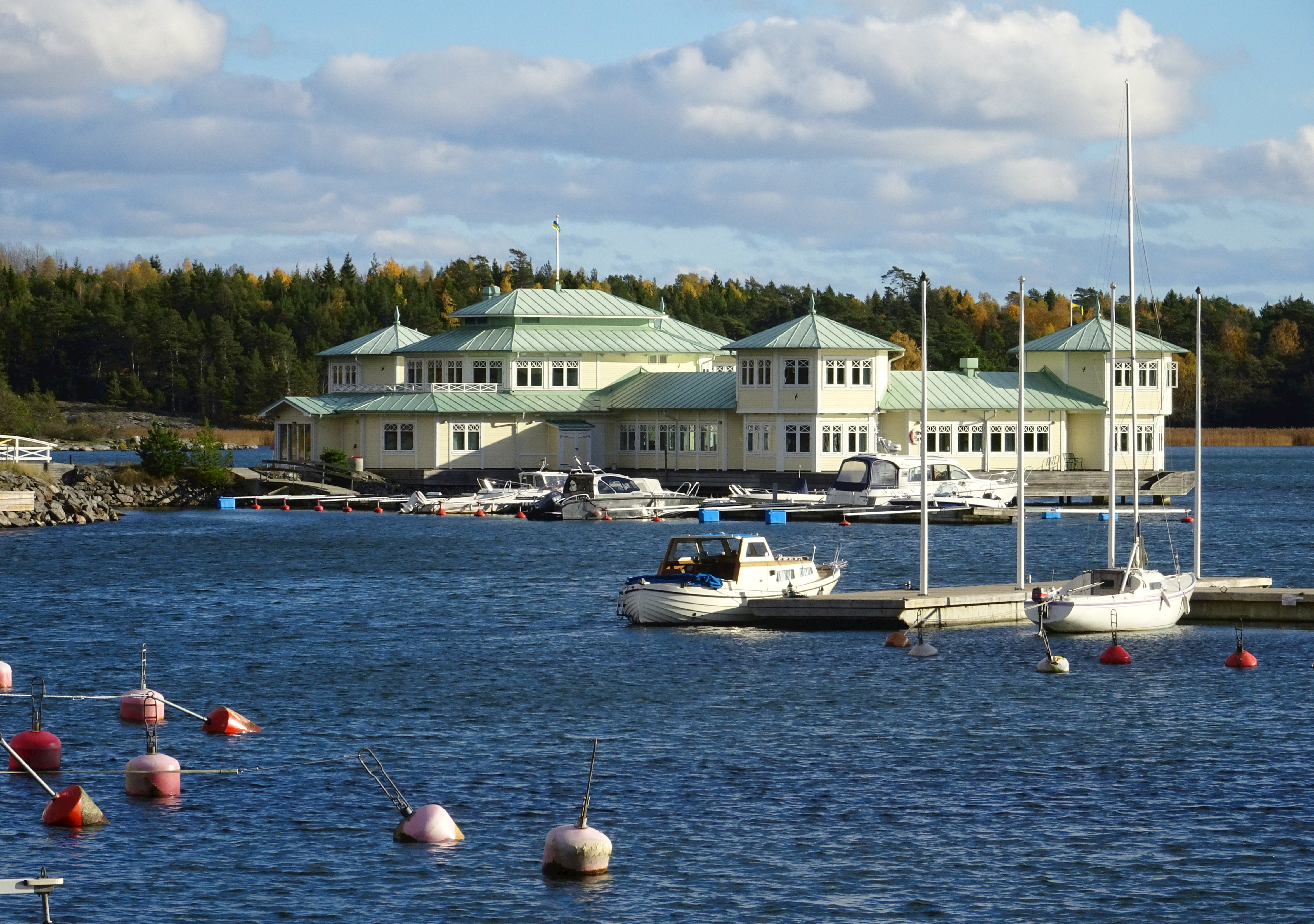
Havspaviljongen med bad och spa.
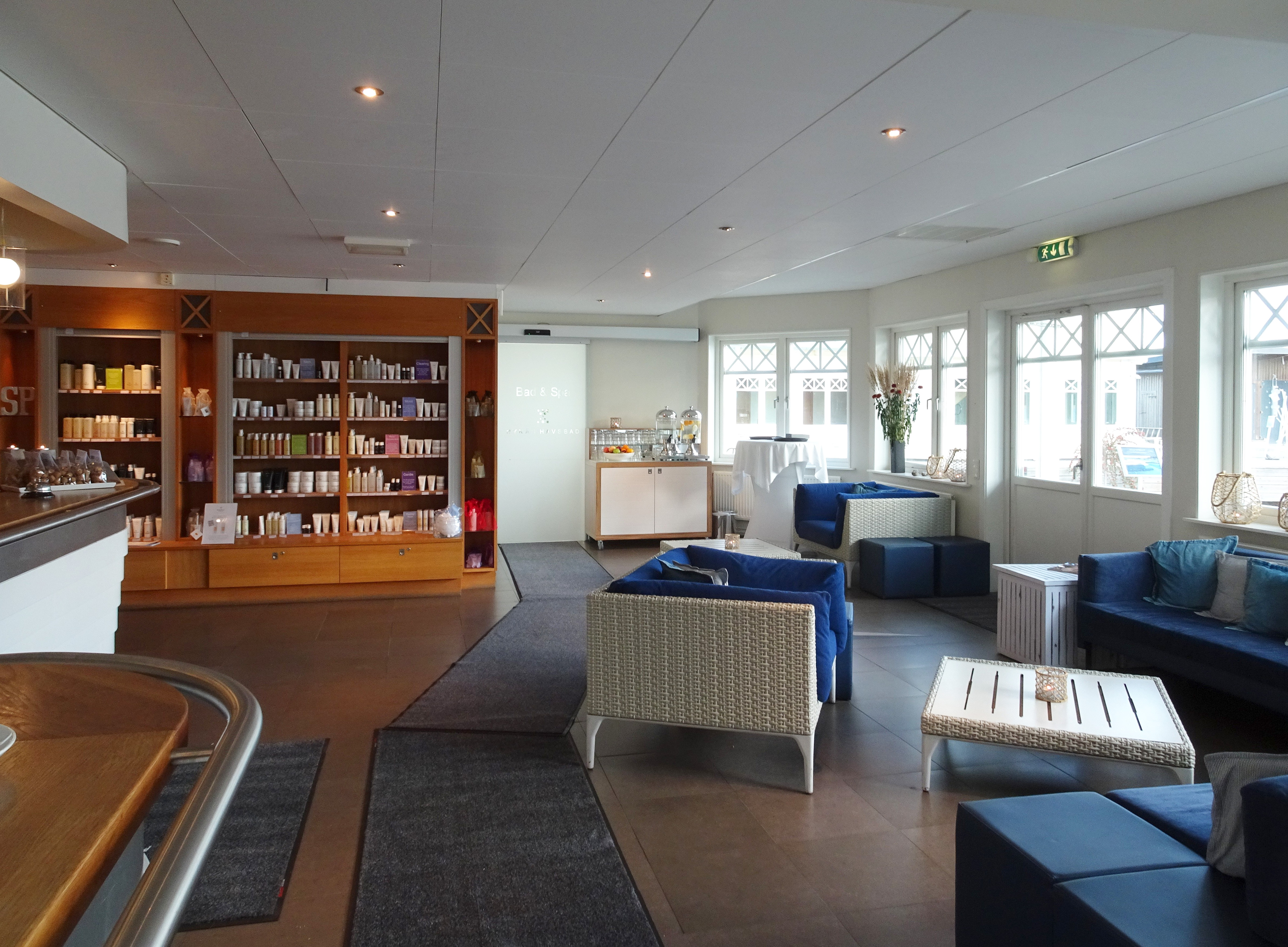
Spa-anläggningen, interiör.
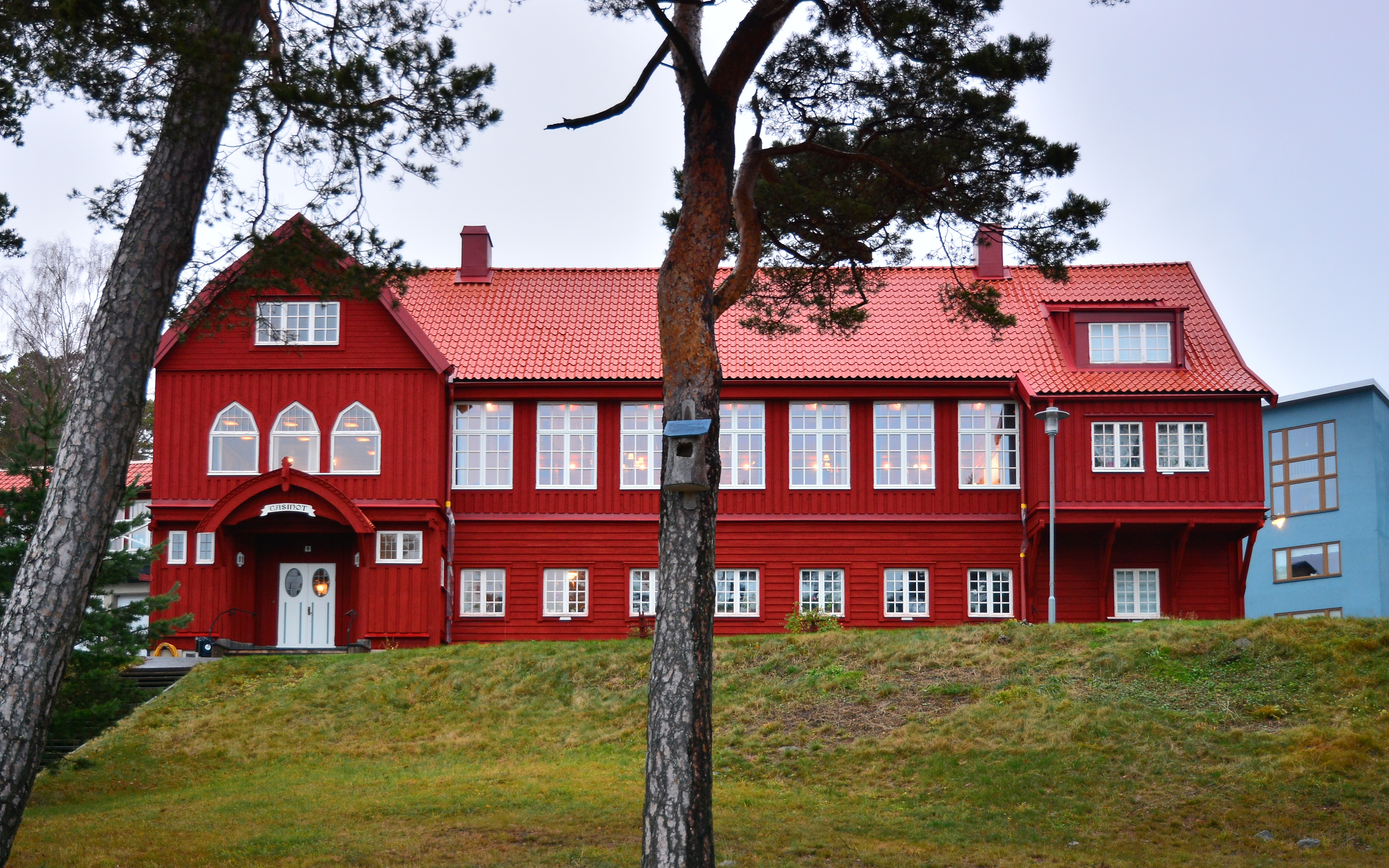
Byggnaden med namnet Casinot är numera konferensavdelning.
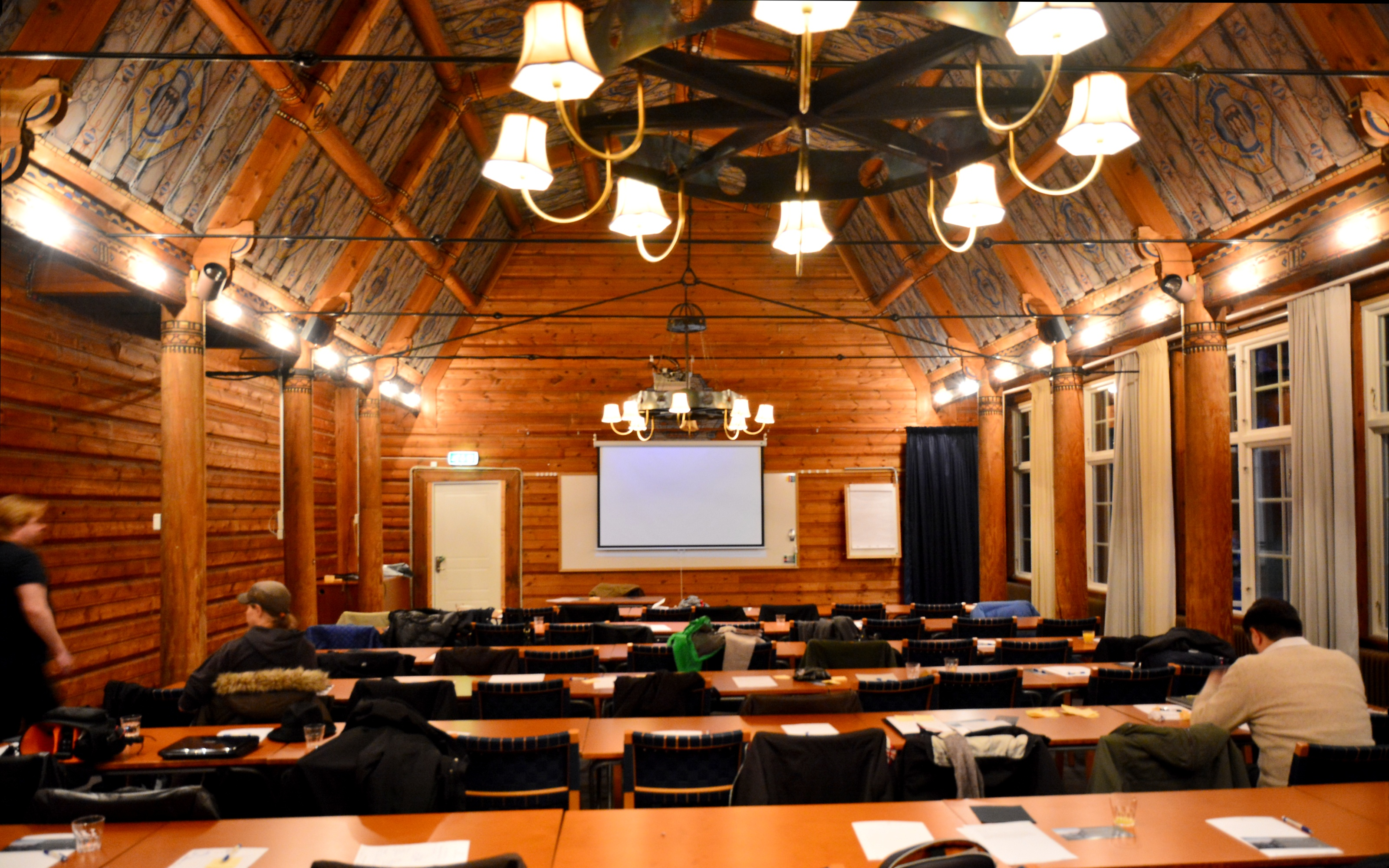
Stora salen i festvåningen Casinot.